# 塞庫耶尼鄉 (巴克烏縣)
46°39′N 27°05′E / 46.650°N 27.083°E
塞庫耶尼鄉（羅馬尼亞語：Comuna Secuieni, Bacău），是羅馬尼亞的鄉份，位於該國東北部，由巴克烏縣負責管轄，面積94平方公里，海拔高度257米，2007年人口213,222，人口密度每平方公里2,269人。